# Вальтер Ернст Фріке
Вальтер Ернст Фріке (нім. Walter Ernst Fricke; 1 квітня 1915 — 21 березня 1988) — німецький астроном, член Гайдельберзької АН (1960).

## Наукова біографія
У 1938 році закінчив Геттінгенський університет. У 1942—1951 роках — асистент Гамбурзької обсерваторії, у 1951—1953-му — доцент Гамбурзького університету, у 1953—1954-му — стипендіат Німецького дослідницького товариства в різних обсерваторіях США. З 1955 року — директор Астрономічного обчислювального інституту і професор університету в Гейдельберзі.
Перші роботи Фріке були присвячені дослідженням у галузі космології і фотографічної фотометрії галактики Андромеди. З 1955 року головним напрямком його наукової діяльності стали дослідження з фундаментальної астрометрії, кінематики та динаміки зоряних систем, астрономічних сталих. Спільно з А. Копффом та іншими співробітниками Астрономічного обчислювального інституту на основі численних спостережень положень зір, виконаних у різних обсерваторіях, склав Четвертий фундаментальний каталог (FK4). Цей каталог був опублікований в 1963 році і являє собою загальноприйняту міжнародну астрономічну опорну координатну систему для різних спостережень і ефемерид. Під керівництвом Фріке велися роботи зі створення каталогу FK5. В області кінематики зоряних систем виконав визначення кутової швидкості обертання Галактики і сталих диференціального галактичного обертання. Займався також динамічним тлумаченням спостережуваного розподілу швидкостей зір у Галактиці. Показав, що розкладання функцій розподілу швидкостей в ряд за двома першими інтегралами руху задовольняє не тільки основному рівнянню зоряної динаміки (рівнянню Больцмана), але також і рівнянню Пуассона для системи з кінцевою масою. Фріке провів велику роботу з поліпшення системи астрономічних сталих. За його рекомендацією Міжнародний астрономічний союз в 1964 році ухвалив рішення про введення нової системи сталих. Подальші дослідження в цьому напрямку, проведені багатьма астрономами з різних країн, привели до створення в 1976 році нової системи, що отримала назву Системи астрономічних сталих Міжнародного астрономічного союзу. Для цієї системи Фріке ввів нове значення загальної прецесії в довготі та деякі специфічні зміни у фундаментальній координатній системі.
Іноземний член АН СРСР (1982), член Німецької академії натуралістів «Леопольдина» (1974), Віденської АН (1977), ряду інших академій наук і наукових товариств, член-кореспондент Бюро довгот в Парижі (1961).
Президент Комісії № 4 «Ефемериди» (1958—1964) і Комісії № 8 «Позиційна астрономія» (1970—1973) Міжнародного астрономічного союзу, віцепрезидент Міжнародного астрономічного союзу (1964—1967).
Премія П. Ж. С. Жансена Французького астрономічного товариства (1974).
Його ім'ям названий астероїд 1561 Фріке.